# ساوت نیوینگتون
ساوت نیوینگتون (به انگلیسی: South Newington) یک روستا و محله مدنی در بریتانیا است که در چرول واقع شده است. ساوت نیوینگتون ۵٫۸۶ کیلومتر مربع مساحت و ۲۸۵ نفر جمعیت دارد.